# معهد إيران المصرفي
معهد إيران المصرفي أو معهد الدراسات المصرفية الإيراني (IBI، الفارسية: مؤسسه عالی بانکداری ایران) هو مؤسسة للتعليم العالي، تأسس عام 1963 في إيران وهو تابع للبنك المركزي الإيراني.
يستضيف المؤتمر المصرفي الإسلامي السنوي، وهو منتدى يجمع الأكاديميين والمصرفيين على المستويين المحلي والدولي لمناقشة تجربة النظام المصرفي الإيراني والتحديات التي يواجهها في التفاعل مع قواعد وأنظمة الخدمات المصرفية الإسلامية الدولية.

## روابط خارجية
- الموقع الرسمي